# آرمن یغیازاریان
آرمن یغیازاریان (ارمنی: Արմեն Եղիազարյան؛ زادهٔ ۱ ژوئن ۱۹۸۰ در وانادزور) سیاست‌مدار اهل ارمنستان است که از تاریخ ۱۴ ژانویه ۲۰۱۹ نماینده دوره هفتم مجلس ملی جمهوری ارمنستان از فهرست انتخابات ملی می‌باشد. وی فارغ‌التحصیل دانشکده اقتصاد، جامعه‌شناسی و حقوق دانشگاه تربیتی دولتی مسکو می‌باشد. میناسیان عضو حزب ارمنستان روشن می‌باشد.